# Hyundai Elexio
Hyundai Elexio (кор. 현대 일렉시오) — компактный электромобиль-кроссовер, выпускающийся с 2025 года совместным предприятием Beijing Hyundai. Это первый электромобиль Hyundai, разработанный специально для китайского рынка.

## Описание
Разработкой Hyundai Elexio руководил научно-исследовательский центр Hyundai в Шанхае. Предполагалось, что автомобиль будет представлен в 2026 году, однако начало производства было перенесено на конец 2025 года. Название Elexio было раскрыто 1 мая 2025 года.
Официально Elexio был представлен 7 мая 2025 года.

## Технические характеристики
Elexio базируется на платформе E-GMP 400v, равно как и Kia EV3 и Kia EV4. Привод — передний.
Заявленный запас хода по циклу CLTC составляет до 700 км. От 30% до 80% автомобиль заряжается за 27 минут.